# Амфилохий (Тульский)
Архимандри́т Амфило́хий (в миру Алекса́ндр Иоаки́мович Ту́льский; около 1793, Суздаль — 1868) — архимандрит Русской православной церкви, настоятель Паисиина Галицкого монастыря.

## Биография
Родился около 1793 года в Суздале в семье священника Ризположенского женского монастыря. С октября 1802 года начал обучаться в Суздальском духовном училище, в сентябре 1809 года перешел во Владимирскую духовную семинарию и в 1818 году закончил своё образование в Московской духовной академии со степенью кандидата. По окончании курса оставлен при академии бакалавром еврейского и греческого языков.
20 октября того же 1818 года пострижен в монашество с именем Амфилохий, 12 декабря рукоположён во иеродиакона, а 15 декабря — в иеромонаха.
19 декабря 1821 года причислен к соборным иеромонахам Московского Донского монастыря, а в сентябре 1822 года занял должность инспектора и профессора церковной истории и греческого языка в Костромской духовной семинарии, где и оставался до 1827 года.
В 1823 году, возведенный в сан игумена, получил в управление Луховский Николаевский монастырь при Тихановой пустыне.
В 1825 году Амфилохий назначен благочинным ближайших монастырей.
2 августа 1826 году перемещён в Паисиин Галицкий монастырь и возведён в сан архимандрита, но менее чем через год, 18 мая 1827 года, за некоторые неблаговидные поступки, ему запрещено было священнослужение, рукоблагословение, ношение архимандричьего креста, клобука и рясы, и сам он отправлен в Суздальский Спасо-Евфимиев монастырь, где и прожил безвыходно 40 лет.